# Bitva na Kosatcových polích
Bitva na Kosatcových polích, označovaná též jako Pohroma na Kosatcových polích, je fiktivní bitvou z děl J. R. R. Tolkiena. Tato nevelká bitva je známá především kvůli tragické smrti krále Arnoru a Gondoru Isildura a rovněž kvůli ztrátě Prstenu. Událost je Tolkienem nejpodrobněji popsána v knize Nedokončené příběhy Númenoru a Středozemě, zmínky o ní jsou též v trilogii Pánovi prstenů či v Silmarillionu.

## Události předcházející bitvě
Po porážce Saurona na konci Druhého věku získal Vládnoucí prsten Elendilův syn Isildur. Vítězný, mladý velekrál Arnoru a Gondoru se po jednom roce stráveném konsolidací jižního království, kde zanechal svého synovce Meneldila, vypravil z Osgiliathu zpátky na sever. Pospíchal vstříc své manželce a nejmladšímu synovi, které na začátku války zanechal v Imladris. Pro spěšný pochod, pouze v čele své dvousetčlenné osobní gardy, si Isildur zvolil nejkratší trasu podél východní strany Mlžných hor. Tak se Isildurův průvod sužován hustým deštěm dostal po třiceti dnech pochodu do bažinaté oblasti Kosatcových polí, kde se do Anduiny vlévala Kosatcová řeka. Zde výprava narazila na zhruba desetinásobnou přesilu skřetů z Mlžných hor.

## Popis bitvy
Boj je Tolkienem v Silmarillionu a Nedokončených příbězích popsán rozdílně.

### Verze v Silmarillionu
Dle této verze byla družina přepadena skřety z Mlžných hor ve svém tábořišti. Skřeti tehdy využili Isildurovi lehkomyslnosti, když nepřikázal postavit okolo tábora stráže v domnění, že všichni jeho nepřátelé jsou poraženi.

### Verze v Nedokončených příbězích
Podrobnější popis v Nedokončených příbězích uvádí, že Isildurova výprava sevřená mezi hradbou Velkého zeleného hvozdu a Anduinou byla skřetí přesilou přepadena při pochodu. Velekrál tehdy nařídil zformovat dvě sevřené hradby štítů, načež ve zlé předtuše přikázal svému panoši Ohtarovi uprchnout a donést do Imladris úlomky meče Narsilu.
První útok se Dúnadánům podařilo odrazit, avšak po západu Slunce naděje pohasla a obklíčení muži byli zakrátko do jednoho pobiti. Jediný, kdo z vřavy uprchnul, byl sám Isildur, který dík prstenu neviditelný uniknul z obklíčení. Při následném pokusu přeplavat Velkou řeku však přišel o prsten, který mu sklouznul z ruky. Odhaleného krále následně šípy usmrtila skřetí hlídka.

## Důsledky
Z Isildurovy výpravy se zachránili pouze tři muži. Kromě Isildurova panoše Ohtara a jeho společníka, kteří donesli do Roklinky tragické zprávy o bitvě a Elendilův zlomený meč, přežil bitvu ještě panoš Isildurova syna Elendura, Estelmo, jehož skřeti považovali za mrtvého. Podrobný popis boje a zpráva o Isildurově útěku k řece tak přišla právě od něj. Na bojišti tak zůstaly ležet necelé dvě stovky Dúnadanů.
Ztráty vítězů však byly také značné a skřeti se dlouhé roky po tomto boji k podobnému útoku neodvážili.
Nejdůležitějšími důsledky této nevelké bitvy byla smrt velekrále Isildura a ztráta Vládnoucího prstenu. Isildurovou smrtí došlo k rozdělení panství Dúnadanů, přičemž v severním království Arnor nadále vládla linie Isildurova nejmladšího syna Valandila a na jihu v Gondoru linie Anárionova syna Meneldila. Prsten upuštěný Isildurem při překonávání Anduiny zůstal na dně Velké řeky ležet necelých dva a půl tisíce let než jej okolo roku 2463 objevil půlčík Déagol.